# Distrito Escolar Unificado de Downey
El Distrito Escolar Unificado de Downey (Downey Unified School District) es un distrito escolar de California. Tiene su sede en el Manuel Gallegos Administration Center en Downey. El distrito, ubicada 13 millas al suroeste del centro de Los Ángeles, gestiona 13 escuelas primarias, cuatro escuelas medias, y tres escuelas preparatorias. Tiene 22.775 estudiantes.